# Daniel Martín (aktor)
Daniel Martín, właściwie José Martínez Martínez (ur. 12 maja 1935 w Kartagenie, w regionie Murcja, zm. 28 września 2009 w Saragossie, w regionie Aragonia) – hiszpański aktor filmowy i telewizyjny.

## Życiorys
Urodził się w Kartagenie, ale większość swego życia spędził w Saragossie. Po studiach teatralnych w Institut del Teatre w Barcelonie, jego debiutem fabularnym była niewielka rola w Córki Cyda (La spada del Cid, 1962) z udziałem Danieli Bianchi. Rok później zwócił na siebie uwagę główną rolą Rafaela w Rodzina Tarantos  (Los Tarantos, 1963), film był nominowany do Oscara jako najlepszy film zagraniczny, a za swój występ Daniel Martín otrzymał nagrodę im. Antonio Barbero.
W latach 60. i 70. stał się rozpoznawalny z interpretacji ról w wielu spaghetti westernach, jak Duello nel Texas (1963) czy Za garść dolarów (Per un pugno di dollari, 1964).
W 1982 roku po stracie syna doznał ataku serca i w kinie pojawiał się raczej rzadko, występując czasami w jakimś serialu hiszpańskiej telewizji jako Curro Jiménez, Centralna brygada (Brigada central, 1989), Medyczna rodzina (Médico de familia, 1996) czy Szpital centralny (Hospital Central, 2002). Następnie poświęcił się prowadzeniu hotelu w Saragossie. Od 1996 roku był aktywnym członkiem towarzystwa Artistas Intérpretes, Sociedad de Gestión (AISGE).
Zmarł w Nuévalos w Saragossie w wieku 74 lat, na raka trzustki, jego ciało zostało skremowane na cmentarzu Torrero.

## Wybrana filmografia

### Filmy fabularne
- 1962: Kruki (Los cuervos) jako Kandydat dr-a Kranich
- 1963: Duello nel Texas jako Manuel Martinez
- 1963: Rodzina Tarantos  (Los Tarantos) jako Rafael
- 1964: Za garść dolarów (Per un pugno di dollari) jako Julián
- 1965: Ostatni Mohikanin (Der Letzte Mohikaner) jako Unkas
- 1967: Poszukiwanie (La Busca) jako Vidal
- 1968: Żywy lub martwy (Un Minuto per pregare) jako Ojciec Santana
- 1971: Czarny Królewicz (Black Beauty) jako porucznik
- 1971: Rzeka złoczyńców (Bad Man’s River) jako fałszywy Montero
- 1972: Judasz ... zabierz swoje monety! (Judas... ¡toma tus monedas!) jako Luke Morgan
- 1977: Długi weekend (El Puente) jako Pijo w winnicy
- 1987: Sjesta (Siesta) jako bity Hiszpan
- 1989: Krew na piasku (Sangre y arena) jako Ojeda
- 1998: Dolar za martwego (Dollar for the Dead, TV) jako nienaganny gracz
- 1998: Czysty strzał (A tiro limpio) jako Felipe

### Seriale TV
- 1969: Percy Stuart
- 1970: Podejrzenie (Sospecha)
- 1971: Powieść (Novela)
- 1976: Książki (Los libros) jako Mauricio
- 1990: Osiągnięcie gwiazdy (Alcanzar una estrella) jako Joaquín
- 1991: Requiem dla Granady (Réquiem por Granada) jako Fernandarias
- 1996: Medyczna rodzina (Médico de familia) jako Jacinto
- 2002: Szpital centralny (Hospital Central) jako Anciano Manuel / Hombre